# 田中国重

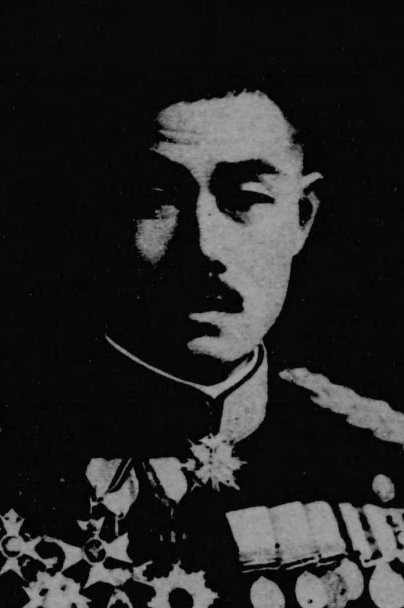
田中国重

田中 国重（たなか くにしげ、 1870年1月18日（明治2年12月17日） - 1941年（昭和16年）2月19日）は、日本陸軍の軍人。最終階級は陸軍大将。位階勲等は正三位勲一等功三級。

## 経歴
薩摩国出身。薩摩藩士の田中国高の長男として生れる。中学造士館、第五高等中学校を経て、1893年7月、陸軍士官学校（4期）を卒業。翌年3月、騎兵少尉任官、近衛騎兵大隊付となり日清戦争に従軍した。騎兵第6連隊付、陸士教官、中央幼年学校馬術教官を経て、1900年12月、陸軍大学校（14期）を優等で卒業した。
騎兵第10連隊中隊長、参謀本部員、大本営参謀を経て、日露戦争に満洲軍参謀として出征した。後備混成第4旅団参謀長、アメリカ大使館付武官、騎兵第16連隊長、侍従武官、イギリス大使館付武官などを経て、1918年7月、陸軍少将に進級。
パリ講和会議全権委員随員、参謀本部第2部長、ワシントン会議随員、騎兵第3旅団長を歴任。1922年8月、陸軍中将に進級し、第15師団長、近衛師団長、台湾軍司令官を務める。1928年8月、陸軍大将となり、軍事参議官を勤め、1929年3月、予備役に編入された。1933年から死去するまで明倫会主宰であった。
1941年2月19日、心臓麻痺のため薨去。享年73。戒名は大輝院殿明譽慈德國重大居士。墓所は港区南青山の龍泉寺。

## 栄典
位階
- 1894年（明治27年）5月1日 - 正八位[3]
- 1918年（大正7年）8月30日 - 正五位[4]
- 1922年（大正11年）9月11日 - 従四位[5]
- 1924年（大正13年）12月1日 - 正四位[6]
- 1927年（昭和2年）12月15日 - 従三位[7]
- 1929年（昭和4年）9月30日 - 正三位[8]

勲章
- 1895年（明治28年）12月20日 - 勲六等瑞宝章・功五級金鵄勲章[9]
- 1920年（大正9年）9月7日 - 勲二等旭日重光章[10]
- 1927年（昭和2年）6月20日 - 勲一等瑞宝章[11]
- 1940年（昭和15年）8月15日 - 紀元二千六百年祝典記念章[12]

## 親族
- 妻 田中多喜 末川久敬（海軍大佐）の娘。
- 義弟 山田良之助（陸軍中将）